# 10 000 mètres masculin aux Jeux olympiques d'été de 2004
Navigation
Sydney 2000 Pékin 2008
L'épreuve du 10 000 mètres masculin aux Jeux olympiques de 2004 s'est déroulée le 20 août 2004 au Stade olympique d'Athènes, en Grèce. Elle est remportée par l'Éthiopien Kenenisa Bekele.

## Résultats

### Finale
| Rang               | Athlète                   | Pays             | Temps          | Note |
| ------------------ | ------------------------- | ---------------- | -------------- | ---- |
| Médaille d'or      | Kenenisa Bekele           | Éthiopie         | 27 min 05 s 10 | OR   |
| Médaille d'argent  | Sileshi Sihine            | Éthiopie         | 27 min 09 s 39 |      |
| Médaille de bronze | Zersenay Tadese           | Érythrée         | 27 min 22 s 57 | NR   |
| 4                  | Boniface Kiprop Toroitich | Ouganda          | 27 min 25 s 48 | SB   |
| 5                  | Haile Gebrselassie        | Éthiopie         | 27 min 27 s 70 |      |
| 6                  | John Cheruiyot Korir      | Kenya            | 27 min 41 s 91 | SB   |
| 7                  | Moses Mosop               | Kenya            | 27 min 46 s 61 |      |
| 8                  | Ismaïl Sghyr              | France           | 27 min 57 s 09 |      |
| 9                  | José Manuel Martínez      | Espagne          | 27 min 57 s 61 |      |
| 10                 | Fabiano Joseph Naasi      | Tanzanie         | 28 min 01 s 94 | SB   |
| 11                 | Wilson Busienei           | Ouganda          | 28 min 10 s 75 |      |
| 12                 | Dan Browne                | États-Unis       | 28 min 14 s 53 |      |
| 13                 | Charles Kamathi           | Kenya            | 28 min 17 s 08 |      |
| 14                 | Kamiel Maase              | Pays-Bas         | 28 min 23 s 39 |      |
| 15                 | Abdi Abdirahman           | États-Unis       | 28 min 26 s 26 |      |
| 16                 | Yonas Kifle               | Érythrée         | 28 min 29 s 87 |      |
| 17                 | Dieudonne Disi            | Rwanda           | 28 min 43 s 19 |      |
| 18                 | Mohammed Amyn             | Maroc            | 28 min 55 s 96 |      |
| 19                 | Ryuji Ono                 | Japon            | 29 min 06 s 50 |      |
| 20                 | Teodoro Vega              | Mexique          | 29 min 06 s 55 |      |
| 21                 | David Galván              | Mexique          | 29 min 38 s 05 |      |
|                    | John Henwood              | Nouvelle-Zélande | DNF            |      |
|                    | John Yuda Msuri           | Tanzanie         | DNF            |      |
|                    | Dathan Ritzenhein         | États-Unis       | DNF            |      |

## Légende
Records et Performances
- AR : Record continental (area record)
- CR : Record des championnats (championship record)
- MR : Record du meeting (meet record)
- NR : Record national (national record)
- OR : Record olympique (olympic record)
- PR : Record paralympique (paralympic record)
- PB : Record personnel (personal best)
- SB : Meilleure performance personnelle de la saison (season's best)
- WL : Meilleure performance mondiale de l'année (world leader)
- WJR : Record du monde junior (world junior record)
- WR : Record du monde (world record)

Circonstances et Conditions
- DNF : N'a pas terminé (did not finish)
- DNS : N'a pas pris le départ (did not start)
- DQ : Disqualification (disqualification)
- NM : Aucun essai valable enregistré (No Mark)
- Q : Qualifié « directement » au prochain tour (ou à la prochaine compétition), lors d'une compétition majeure, grâce au classement ou à la réalisation des minima (automatic qualifier)
- q : Qualifié au prochain tour (ou à la prochaine compétition), lors d'une compétition majeure, grâce au repêchage ou à la réalisation de l'une des meilleures performances parmi celles des « non qualifiés directement » (grâce au meilleur temps ou à la meilleure distance par exemple) (secondary qualifier)